# یواس‌اس نیدلفیش (اس‌اس-۴۹۳)
یواس‌اس نیدلفیش (اس‌اس-۴۹۳) (به انگلیسی: USS Needlefish (SS-493)) یک زیردریایی بود که طول آن ۳۱۱ فوت ۸ اینچ (۹۵٫۰۰ متر) بود.